# سوپر جام اروپا ۱۹۹۹

ترکیب دو تیم در فینال سوپر جام اروپا ۱۹۹۹

فینال سوپر جام اروپا ۱۹۹۹، رقابت پایانی سوپر جام اروپا است که مابین دو تیم باشگاه فوتبال لاتزیو و باشگاه فوتبال منچستر یونایتد در ورزشگاه لویی دوم، موناکو برگزار شده‌است.
این مسابقه که در تاریخ ۲۷ آگوست ۱۹۹۹ انجام شده‌است با نتیجه ۱ بر ۰ به سود باشگاه فوتبال لاتزیو به پایان رسید.